# Vicia japonica
Vicia japonica är en ärtväxtart som beskrevs av Asa Gray. Vicia japonica ingår i släktet vickrar, och familjen ärtväxter.

## Underarter
Arten delas in i följande underarter:
- V. j. comosa
- V. j. japonica